# Maechidius aroae
Maechidius aroae är en skalbaggsart som beskrevs av Heller 1914. Maechidius aroae ingår i släktet Maechidius och familjen Melolonthidae. Inga underarter finns listade i Catalogue of Life.